# Aéroport de Hulunbuir-Hailar
L'aéroport de Hulunbuir Hailar (code IATA : HLD • code OACI : ZBLA) est un aéroport desservant le District de Hailar de Hulunbuir, une ville-préfecture de Mongolie-Intérieure, en Chine. L'aéroport était auparavant appelé Aéroport de Hailar Dongshan (海拉尔东山机场) jusqu'au 1er janvier 2011.

## Situation

### Carte des 50 premiers aéroports de Chine
| \| 500 km1:25 016 000 \| Baotou Canton Changchun Changsha Chengdu-CTU Chengdu-TFU Chongqing Dalian Fuzhou Guilin Guiyang Haikou Hailar Hangzhou Harbin Hefei Hohhot Jinan Jinghong Kunming Lanzhou Lhassa Lijiang Nanchang Nankin Nanning Ningbo Pékin · Capitale Pékin · Daxing Qingdao Quanzhou Sanya Shanghaï-Pudong Shanghaï-Hongqiao Shantou-Chaozhou-Jieyang Shenyang Shenzhen Shijiazhuang Taiyuan Tianjin Ürümqi Wenzhou Wuhan Suzhou Xiamen Xi'an Xining Yantai Yinchuan Zhengzhou Zhuhai-Jinwan |
| 500 km1:25 016 000 |

## Statistiques
Pour des raisons techniques, il est temporairement impossible d'afficher le graphique qui aurait dû être présenté ici.

Voir la requête brute et les sources sur Wikidata.

## Compagnies aériennes et destinations
| Compagnies               | Destinations |
| ------------------------ | --- |
| 9 Air                    | Chongqing-Jiangbei, Nankin                                                                                       |
| Air China                | Pékin-Capitale, Tchita (Kadala) (en)                                                                             |
| Asiana Airlines          | En saison charter : Séoul-Incheon                                                                                |
| Beijing Capital Airlines | Pékin-Capitale                                                                                                   |
| China Eastern Airlines   | Nanchang-Changbei, Yantai                                                                                        |
| China Express Airlines   | Dalian-Zhoushuizi, Hohhot, Jiagedaqi, Ulan hot                                                                   |
| China Southern Airlines  | Daqing |
| China United Airlines    | Pékin-Nanyuan, Fuoshan Shadi, Ulan hot                                                                           |
| Donghai Airlines         | Harbin Taiping, Shenzhen-Bao'an                                                                                  |
| Grand China Air          | Pékin-Capitale                                                                                                   |
| Hebei Airlines           | Hohhot, Shijiazhuang                                                                                             |
| Hunnu Air                | Choibalsan (en), Oulan Bator-Buyant Ukhaa                                                                        |
| IrAero                   | Irkoutsk |
| Juneyao Airlines         | Hangzhou-Xiaoshan, Shanghai-Pudong, Tongliao (en)                                                                |
| Qingdao Airlines         | Hohhot, Yantai                                                                                                   |
| Shanghai Airlines        | Hohhot, Shanghai-Hongqiao                                                                                        |
| Shenzhen Airlines        | Hohhot, Shenzhen-Bao'an                                                                                          |
| Tianjin Airlines         | Chifeng, Harbin Taiping, Hohhot, Tianjin Binhai, Xi'an-Xianyang                                                  |
| XiamenAir                | Pékin-Capitale, Changsha, Fuzhou-Chánglè, Hangzhou-Xiaoshan, Hohhot, Jinan, Nankin, Tianjin Binhai, Xiamen-Gaoqi |

Édité le 11/04/2018